# Чудовиште
Чудовиште или монструм (енгл. monster), је израз који се у најширем смислу користи за створење, односно животињу или људско биће које својим одређеним одликама (облик, димензије и сл.) представља отклон од установљених и уобичајених стандарда, и то на начин који код људи изазива нелагоду, одвратност, страх или представља опасност по њихову сигурност. Под чудовиштима се у том смислу могу подразумевати створења са поремећајима који се могу појавити у стварности. Много чешће се под тиме подразумевају створења из митологије.